# Moeras van Ganshoren
Het moeras van Ganshoren is een natuurgebied in de Brusselse gemeente Ganshoren.
Het elf hectare grote gebied is eigendom van het Brussels Hoofdstedelijk Gewest. Oorspronkelijk behoorde ook het moeras van Jette tot dit moeras, maar in 1881 werd het moerasgebied in twee delen verdeeld door de aanleg van spoorlijn 60. In 1989 wordt het moeras van Jette deel van het Koning Boudewijnpark (derde fase), dat ten noorden en ten oosten van het moeras van Ganshoren ligt.

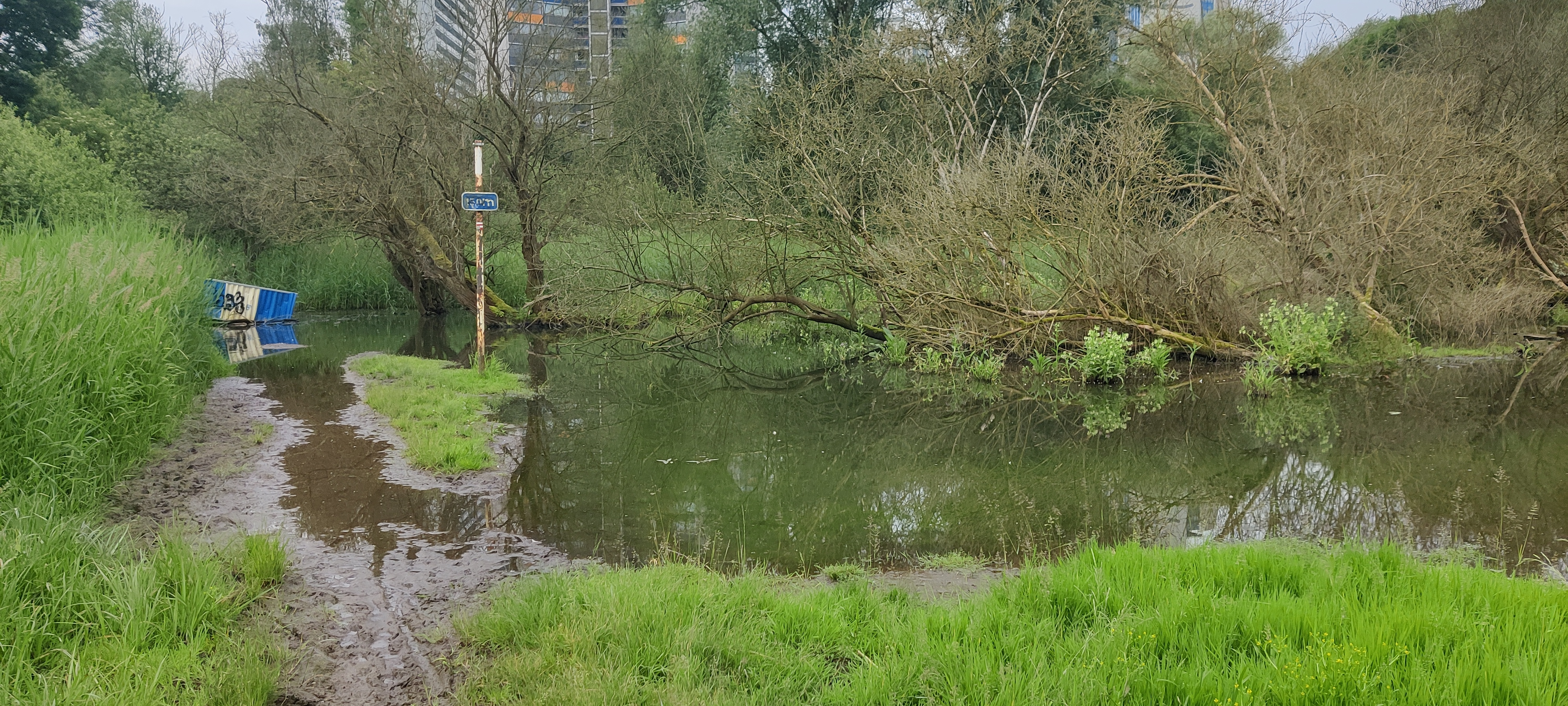
Moeras van Ganshoren na periode met veel neerslag (juni 2024)

Door een verdroging van het gebied sinds de jaren 50 van de 20e eeuw bestaat het 'moeras' vandaag voornamelijk uit vochtige weiden, en veelal hoger struikgewas en bomen, en is aldus eigenlijk een meers geworden.

## Geschiedenis
Tijdens de middeleeuwen stonden er voornamelijk versterkte torens aan de Molenbeek. Deze werden gebouwd door de hertog van Brabant, om zich te beveiligen tegen zijn vazal, de heer van Grimbergen. In Ganshoren werd er daarom het Rivierenkasteel gebouwd. Dit kasteel in Ganshoren werd vroeger via een dreef verbonden met het moeras.
Aanvankelijk behoorde het gehucht Ganshoren tot de gemeente Jette; pas in 1841 werd Ganshoren autonoom. Het moeras in de Molenbeekvallei kwam volledig op het grondgebied van de nieuwe gemeente te liggen. De Molenbeek zelf, aan de noordrand van het moeras vormde immers de nieuwe gemeentegrens. In 1881 werd spoorlijn 60 dwars door het moeras aangelegd, waardoor de verbinding tussen dit oostelijke deel en het dorp Ganshoren verloren ging. In 1958 ruilden de gemeenten Ganshoren en Jette grondgebied zodat de spoorlijn de nieuwe gemeentegrens werd.
Door de aanleg van de spoorlijn werd het gebied met rust gelaten en ontwikkelde het zich tot een natuurlijke oase tussen de stedelijke ontwikkeling in de twintigste eeuw . In 1954 werd echter een bijzonder plan van aanleg (bpa) opgemaakt dat de aanleg van een snelweg voorzag die de De Smet de Naeyerlaan in het oosten zou verbinden met de Gentsesteenweg richting Asse (de huidige N9). Deze snelweg zou dwars door het moeras van Ganshoren lopen. In 1955 werd alvast een afvalwatercollector aangelegd, waarbij een groot deel van de Molenbeek en zijbeekjes ervan werden afgeleid naar de collector. Hierdoor zou het gebied sterk verdrogen. In de jaren 70 werd de omleiding van de N9, met snelwegprofiel, effectief aangelegd op het grondgebied van de toenmalige gemeente Zellik. Vandaag eindigt de laatste aangelegde kilometer van dit tracé (langs het researchpark van Zellik) als ongebruikte viervaksweg op de gemeentegrens tussen Zellik en Ganshoren. Daarnaast bestonden er tussen 1972 en 1978 plannen voor een autosnelweg A11 die Brussel via Asse en Dendermonde met Lokeren diende te verbinden. Deze A11 zou ten westen en ten zuiden van het Laarbeekbos passeren om even ten noorden van het moeras van Ganshoren op de verlengde N9 uit te komen. De plannen voor deze snelweg werden echter al snel opgeborgen en ook de verlenging van de N9 kwam er niet.
In 1998 werd het gebied beschermd als gewestelijk natuurreservaat. Vandaag is het echter nog wachten op de terugkeer van voldoende water. Het moeras is Europees beschermd als onderdeel van Natura 2000-habitatrichtlijngebied Bossen en vochtige gebieden van de Molenbeekvallei in het noordwesten van het Brussels Gewest.

## Fauna en flora
Ondanks de verdroging komt er in het gebied riet voor en open moeraszegge. Verder vindt men in de vochtige weides enkele wilgenbosjes. Het moeras vormt een habitat voor twaalf soorten vleermuizen, waarbij de grootoorvleermuis, meervleermuis en de zeldzame mopsvleermuis. Verder worden er ook ringslangen gezien.